# Cobubatha rustica
Cobubatha rustica là một loài bướm đêm trong họ Noctuidae.